# 590
سنة 590 م

## أحداث
- الملك كسرى الثاني يتولى عرش الدولة الساسانية في بلاد فارس.

## مواليد
- الأرقم بن أبي الأرقم
- بنيامين الأول (بابا الإسكندرية) بابا الإسكندرية وبطريرك الكرازة المرقسية للأقباط الأرثوذكس رقم 38
- قباد الثاني

## وفيات
- هرمز الرابع